# Мухін Михайло Миколайович
Миха́йло Микола́йович Му́хин, або Мухін (*1894, м. Київ — †7 вересня 1974, м. Альган) — український літературознавець, критик, публіцист. Псевдоніми — К. Гридень, Читач, Подорожній, Рецензент.

## Біографія
Народився 1894 р. у Києві. Вчився у гімназії Науменка разом з Максимом Рильським. Брав участь у національно-визвольній боротьбі 1917—1920 рр., з 1920 р. — в еміграції. Мешкав у м. Подєбрадах (Чехословаччина), співпрацював із «Вісником». 
Після Другої світової війни емігрував до Німеччини. Активно співпрацював з ОУН і був членом культурної референтури Проводу Українських Націоналістів. 
Помер 7 вересня 1974 р. у м. Альган.

## Праці
- «Драгоманов без маски» (1934)
- «Україна в сучасній польській та московській літературі» (1927—1932)
- «Україна у французькій літературі 1920—1930» (1931)
- З життєпису академіка А.Кримського // Визвольний шлях. — 1963. — № 6. — С. 637—642; № 7. — С. 743—750; № 8. — С. 879—887; № 9. — С. 998—1008.